# История комбинаторики
История комбинаторики освещает развитие комбинаторики — раздела конечной математики, который исследует в основном различные способы выборки заданного числа m элементов из заданного конечного множества: размещения, сочетания, перестановки, а также перечисление и смежные проблемы. Начав с анализа головоломок и азартных игр, комбинаторика оказалась исключительно полезной для решения практических задач почти во всех разделах математики. Кроме того, комбинаторные методы оказались полезными в статистике, генетике, лингвистике и многих других науках.

## Древний период

Гексаграмма из «Книги Перемен»

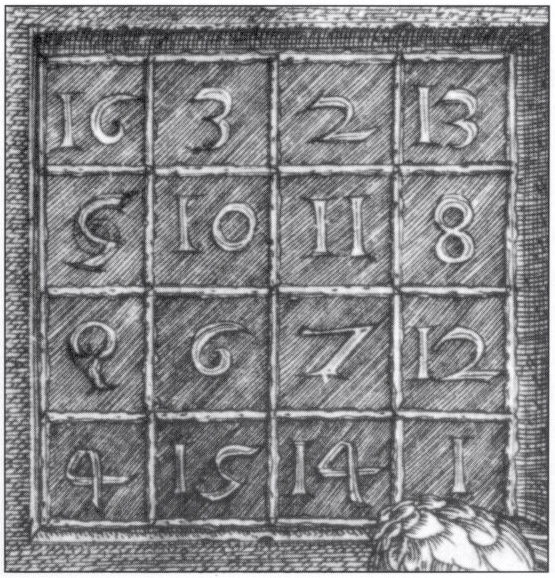
Магический квадрат на гравюре Дюрера «Меланхолия»

Комбинаторные мотивы можно заметить в символике китайской «Книги Перемен» (V век до н. э.). По мнению её авторов, всё в мире комбинируется из различных сочетаний мужского и женского начал, а также восьми стихий: земля, горы, вода, ветер, гроза, огонь, облака и небо. Историки отмечают также комбинаторные проблемы в руководствах по игре в Го и другие игры. Большой интерес математиков многих стран с древних времён неизменно вызывали магические квадраты.
Классическая задача комбинаторики: «сколько есть способов извлечь m элементов из N возможных» упоминается ещё в сутрах древней Индии (начиная примерно с IV века до н. э.). Индийские математики, видимо, первыми открыли биномиальные коэффициенты и их связь с биномом Ньютона. Во II веке до н. э. индийцы знали, что сумма всех биномиальных коэффициентов степени n равна {\displaystyle 2^{n}}.
Античные греки также рассматривали отдельные комбинаторные задачи, хотя систематическое изложение ими этих вопросов, если оно и существовало, до нас не дошло. Хрисипп (III век до н. э.) и Гиппарх (II век до н. э.) подсчитывали, сколько следствий можно получить из 10 аксиом; методика подсчёта нам неизвестна, но у Хрисиппа получилось более миллиона, а у Гиппарха — более 100000. Аристотель при изложении своей логики безошибочно перечислил все возможные типы трёхчленных силлогизмов. Аристоксен рассмотрел различные чередования длинных и коротких слогов в стихотворных размерах. Какие-то комбинаторные правила пифагорейцы, вероятно, использовали при построении своей теории чисел и нумерологии (совершенные числа, фигурные числа, пифагоровы тройки и др.).

## Средневековье
В XII веке индийский математик Бхаскара в своём основном труде «Лилавати» подробно исследовал задачи, связанные с перестановками и сочетаниями, включая перестановки с повторениями.
В Западной Европе ряд глубоких открытий в области комбинаторики сделали два еврейских исследователя, Авраам ибн Эзра (XII век) и Леви бен Гершом (он же Герсонид, XIV век). Ибн Эзра подсчитывал число размещений с перестановками в огласовках имени Бога и обнаружил симметричность биномиальных коэффициентов, а Герсонид дал явные формулы для их подсчёта и применения в задачах вычисления числа размещений и сочетаний.
Несколько комбинаторных задач содержит «Книга абака» (Фибоначчи, XIII век). Например, он поставил задачу найти наименьшее число гирь, достаточное для взвешивания любого товара весом от 1 до 40 фунтов.

## Новое время
Джероламо Кардано написал математическое исследование игры в кости, опубликованное посмертно. Теорией этой игры занимались также Тарталья и Галилей. В историю зарождавшейся теории вероятностей вошла переписка заядлого игрока шевалье де Мерэ с Пьером Ферма и Блезом Паскалем, где были затронуты несколько тонких комбинаторных вопросов. Помимо азартных игр, комбинаторные методы использовались (и продолжают использоваться) в криптографии — как для разработки шифров, так и для их взлома.

Треугольник Паскаля

Блез Паскаль много занимался биномиальными коэффициентами и открыл простой способ их вычисления: «треугольник Паскаля». Хотя этот способ был уже известен на Востоке (примерно с X века), Паскаль, в отличие от предшественников, строго изложил и доказал свойства этого треугольника. Наряду с Лейбницем, он считается основоположником современной комбинаторики. Сам термин «комбинаторика» придумал Лейбниц, который в 1666 году (ему было тогда 20 лет) опубликовал книгу «Рассуждения о комбинаторном искусстве». Правда, термин «комбинаторика» Лейбниц понимал чрезмерно широко, включая в него всю конечную математику и даже логику. Ученик Лейбница Якоб Бернулли, один из основателей теории вероятностей, изложил в своей книге «Искусство предположений» (1713) множество сведений по комбинаторике.
В этот же период формируется терминология новой науки. Термин «сочетание» (combination) впервые встречается у Паскаля (1653, опубликован в 1665 году). Термин «перестановка» (permutation) употребил в указанной книге Якоб Бернулли (хотя эпизодически он встречался и раньше). Бернулли использовал и термин «размещение» (arrangement).
После появления математического анализа обнаружилась тесная связь комбинаторных и ряда аналитических задач.  Абрахам де Муавр и Джеймс Стирлинг нашли формулы для аппроксимации факториала.
Окончательно комбинаторика как самостоятельный раздел математики оформилась в трудах Эйлера. Он детально рассмотрел, например, следующие проблемы:
- задача о ходе коня;
- задача о семи мостах, с которой началась теория графов;
- построение греко-латинских квадратов;
- обобщённые перестановки.

Кроме перестановок и сочетаний, Эйлер изучал разбиения, а также сочетания и размещения с условиями.

## Современное развитие
В начале XX века начала развиваться комбинаторная геометрия: были доказаны теоремы Радона, Хелли, Юнга, Бляшке, а также строго доказана изопериметрическая теорема. На стыке топологии, анализа и комбинаторики были доказаны теоремы Борсука — Улама и Люстерника — Шнирельмана. Во второй четверти XX века были поставлены проблема Борсука и проблема Нелсона — Эрдёша — Хадвигера. В 1940-х годах оформилась теория Рамсея. Отцом современной комбинаторики считается Пал Эрдёш, который ввёл в комбинаторику вероятностный анализ. Внимание к конечной математике и, в частности, к комбинаторике значительно повысилось со второй половины XX века, когда появились компьютеры. Сейчас это чрезвычайно содержательная и быстроразвивающаяся область математики.